# Microsoft Analysis Services
Microsoft Analysis Services (Службы анализа от Microsoft) — часть Microsoft SQL Server, системы управления базами данных (СУБД). Microsoft включила набор служб в SQL Server, связанных с бизнес-анализом и хранением данных. Эти службы включают в себя службы интеграции (Integration Services) и службы анализа (Analysis Services). Analysis Services, в свою очередь, включают в себя набор средств для работы с OLAP и интеллектуальным анализом данных.

## История
В 1996 году Microsoft начала свою экспансию на новый для неё рынок OLAP-серверов путём приобретения программной технологии OLAP у израильской компании Panorama Software.
Спустя два года, в 1998 году Microsoft выпускает OLAP Services как часть SQL Server 7. OLAP Services поддерживают архитектуры MOLAP, ROLAP и HOLAP, и использует OLEDB для OLAP как программный интерфейс (API) клиентского доступа, а MDX — в качестве языка запросов. Присутствовала возможность работы в режиме клиент-сервера или в режиме «офлайн» с локальными файлами-кубами.
В 2000 году Microsoft выпускает Analysis Services 2000. Переименование OLAP Services произошло вследствие расширения понятия «Интеллектуальный анализ данных» (Data Mining), и, соответственно, спектр продуктов уже включал в себя не только OLAP. Analysis Services 2000 позиционировались как эволюционный выпуск, так как они были построены на той же архитектуре, что и OLAP Services и за счет этого были обратно совместимы с ними. Среди главных улучшений присутствовала большая гибкость в проектировании размерности за счет поддержки наследственной размерности, смены размерности, и виртуальной размерности. Другой главной областью исправлений стал значительно улучшенный движок вычислений с поддержкой унарных операторов, пользовательских формул свертки (custom rollups) и многомерных выражений (cell calculations). Также новыми возможностями стали защита размерности, счет без повторов (distinct count), взаимодействие по HTTP, сессионные кубы, уровни группировки и др.
В 2005 году Microsoft выпустила следующее поколение OLAP и технологии Data Mining в виде Analysis Services 2005. Оно поддерживало обратную совместимость на уровне API: несмотря на то, что приложения, написанные с применением OLE DB for OLAP и MDX, продолжали успешно работать, архитектура продукта стала совершенно иной. Главным нововведением в модели стало сведение к UDM — Unified Dimensional Model.

### Хронология
Ниже перечисляются главные события в истории Microsoft Analysis Services, охватывающие период с 1996 года.
| Дата       | Событие |
| ---------- | --- |
| 1996-07-01 | Microsoft набирает новую команду разработчиков для создания OLAP-продукта под кодовым именем Plato (перестановка букв аббревиатуры OLAP) |
| 1996-07-15 | Делегация Panorama Software встречается с представителями Microsoft                                                                      |
| 1996-10-27 | Microsoft объявляет о приобретении команды разработчиков Panorama Software                                                               |
| 1998-11    | Выходит OLAP Services 7.0 (кодовое имя Sphinx)                                                                                           |
| 2000-08    | Выходит Analysis Services 2000 (кодовое имя Shiloh)                                                                                      |
| 2001-11    | Выходит XML for Analysis SDK 1.0 |
| 2003-04    | Выходит ADOMD.NET and XML for Analysis SDK 1.1                                                                                           |
| 2005-10-28 | Выходит Analysis Services 2005 (кодовое имя Yukon)                                                                                       |
| 2008-08-06 | Выходит Analysis Services 2008 (кодовое имя Katmai)                                                                                      |

## Режимы хранения
Microsoft Analysis Services занимает нейтральную позицию в споре MOLAP против ROLAP, разгорающемся вокруг OLAP-продуктов.
Благодаря этому можно использовать все виды MOLAP, ROLAP и HOLAP внутри одной модели.

### Режимы раздельного хранения
- MOLAP — Multidimensional OLAP (многомерный OLAP) — Обрабатываются сами данные и их обработки, сохраняются и индексируются при помощи специального формата, оптимизированного под многомерные данные.
- ROLAP — Relational OLAP (реляционный OLAP) — Данные и их обработки остаются в реляционном источнике данных, устраняется необходимость в специальной обработке.
- HOLAP — Hybrid OLAP (гибридный OLAP) — этот режим использует реляционный источник данных для хранения самих данных, но предварительные обработки и индексы хранятся в специальном формате, оптимизированном для многомерных данных.

### Режимы размерного хранения
- MOLAP — атрибуты размерности и иерархии обрабатываются и хранятся в специальном формате
- ROLAP — атрибуты размерности не обрабатываются и остаются в реляционном источнике данных. Разделы, измеряемые размерностью ROLAP, также должны быть в режиме ROLAP.

## Программные интерфейсы и объектные модели
Microsoft Analysis Services поддерживает различные наборы программных интерфейсов (API) и объектных моделей для различных операций в различных программных средах.

### Извлечение данных
- XML for Analysis — API нижайшего уровня. Может быть использован на любой платформе и с любым языком программирования, поддерживающим HTTP и XML
- OLE DB for OLAP — Расширение OLEDB. Основан на COM и предназначен для использования в Си/C++-программах на Windows-платформе.
- ADOMD — Расширение ADO. Основан на COM Automation и предназначен для VB-программ на Windows-платформе.
- ADOMD.NET — Расширение ADO.NET. Основан на .NET-технологии и предназначен для программ, написанных с использованием управляемого кода на CLR-платформах.

### Администрирование и управление
- DSO — Для AS 2000. Основан на COM Automation и предназначен для VB-программ на Windows-платформе.
- AMO — Для AS 2005. Основан на .NET-технологии и предназначен для программ, написанных с использованием управляемого кода на CLR-платформах.

## Языки запросов
Microsoft Analysis Services поддерживает следующие языки запросов:

### Data Definition Language (DDL)
DDL (язык определения данных) в Analysis Services основан на XML и поддерживает такие команды как <Create>, <Alter>, <Delete>, <Process> и т. д..
Для моделей импорта и экспорта интеллектуального анализа данных также поддерживается PMML.

### Data Manipulation Language (DML)
- MDX — для запроса OLAP-кубов многомерной модели
- DAX — для запроса OLAP-кубов табличной модели (Data Analysis eXpressions, PowerPivot)
- SQL — ограниченное подмножество SQL-инструкций для запроса OLAP-кубов и обработки размерности как таблиц
- DMX — для запроса моделей интеллектуального анализа данных